# Aurelio Gironda Veraldi
Aurelio Gironda Veraldi (Taverna, 21 luglio 1926 – Bari, 11 gennaio 2016) è stato un politico italiano.

## Biografia
Avvocato penalista venne eletto nella XIV legislatura nelle file di Alleanza Nazionale.